# Messier 94
Messier 94 (również M94 lub NGC 4736) – galaktyka spiralna znajdująca się w gwiazdozbiorze Psów Gończych. Odkrył ją Pierre Méchain 22 marca 1781 roku. Dwa dni później Charles Messier dodał ją do swego katalogu pod numerem 94.

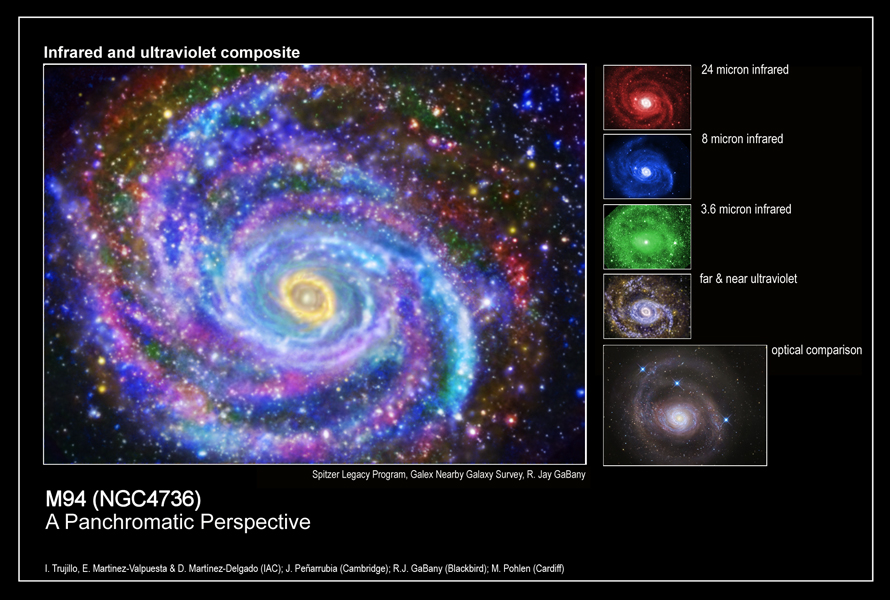
Struktura widoczna w podczerwieni i ultrafiolecie

M94 ma masę około 160 miliardów mas Słońca. Ma rozmiary kątowe 11,2' × 9,1' i znajduje się w odległości około 16 milionów lat świetlnych. Dostrzeżemy ją w lunecie jako mglistą plamkę o jasności 8,24m.
Należy do galaktyk Seyferta.
Galaktyka M94 należy do grupy galaktyk M94 zwanej też Grupą w Psach Gończych I i jest najjaśniejszą galaktyką tej grupy.